# Fleckistock
Le Fleckistock est un sommet des Alpes uranaises, en Suisse. Il culmine à 3 416 m d'altitude.